# Championnat du monde de beach soccer 1995
Navigation
1996
L'édition 1995 de la coupe du monde de beach soccer est la 1re édition de la compétition qui se déroule sur la plage de Copacabana à Rio de Janeiro. Le Brésil remporte son premier titre.

## Équipes participantes
- Allemagne

- Angleterre

- Argentine

- Brésil

- États-Unis

- Italie

- Pays-Bas

- Uruguay

## Déroulement
Les équipes sont divisées en deux groupes de 4 équipes. Les deux premiers de chacun d'entre eux sont qualifiés pour les demi-finales, le premier affrontant le second de l'autre poule.

## Phase de groupe

### Groupe A
| Rang | Équipe   | Pts | J | G | N | P | Bp | Bc | Diff |
| ---- | -------- | --- | - | - | - | - | -- | -- | ---- |
| 1    | Brésil   | 9   | 3 | 3 | 0 | 0 | 31 | 8  | +23  |
| 2    | Italie   | 6   | 3 | 2 | 0 | 1 | 15 | 15 | 0    |
| 3    | Uruguay  | 3   | 3 | 1 | 0 | 2 | 18 | 18 | 0    |
| 4    | Pays-Bas | 0   | 3 | 0 | 0 | 3 | 7  | 30 | -23  |

| Vainqueur                        | Score    | Adversaire |
| -------------------------------- | -------- | ---------- |
| style="text-align:center;"\|7-6  | Uruguay  |            |
| style="text-align:center;"\|16-2 | Pays-Bas |            |
| style="text-align:center;"\|6-1  | Pays-Bas |            |
| style="text-align:center;"\|7-4  | Uruguay  |            |
| style="text-align:center;"\|8-4  | Pays-Bas |            |
| style="text-align:center;"\|8-2  | Italie   |            |

### Groupe B
| Rang | Équipe     | Pts | J | G | N | P | Bp | Bc | Diff |
| ---- | ---------- | --- | - | - | - | - | -- | -- | ---- |
| 1    | États-Unis | 9   | 3 | 3 | 0 | 0 | 11 | 4  | +7   |
| 2    | Angleterre | 3   | 3 | 1 | 0 | 2 | 11 | 12 | -1   |
| 3    | Allemagne  | 3   | 3 | 1 | 0 | 2 | 8  | 12 | -4   |
| 4    | Argentine  | 3   | 3 | 1 | 0 | 2 | 4  | 6  | -2   |

| Vainqueur                       | Score      | Adversaire |
| ------------------------------- | ---------- | ---------- |
| style="text-align:center;"\|5-1 | Allemagne  |            |
| style="text-align:center;"\|3-2 | Angleterre |            |
| style="text-align:center;"\|7-6 | Allemagne  |            |
| style="text-align:center;"\|3-1 | Argentine  |            |
| style="text-align:center;"\|1-0 | Argentine  |            |
| style="text-align:center;"\|3-2 | Angleterre |            |

## Phase finale

### Demi-finales
| Vainqueur                        | Score      | Adversaire |
| -------------------------------- | ---------- | ---------- |
| style="text-align:center;"\|4-3  | Italie     |            |
| style="text-align:center;"\|13-2 | Angleterre |            |

### Match pour la3eplace
|  | Angleterre | 7 - 6 | Italie |  |  |
|  |            |       |        |  |  |

### Finale
|  | Brésil | 8 - 1 | États-Unis |  |  |
|  |        |       |            |  |  |

## Statistiques

### Classement
| Place              | Équipe     |
| ------------------ | ---------- |
| Médaille d'or      | Brésil     |
| Médaille d'argent  | États-Unis |
| Médaille de bronze | Angleterre |
| 4                  | Italie     |
| 5                  | Allemagne  |
| 6                  | Uruguay    |
| 7                  | Argentine  |
| 8                  | Pays-Bas   |

### Détails par équipe
| Rang | Équipe     | Pts | J | G | N | P | Bp | Bc | Diff |
| ---- | ---------- | --- | - | - | - | - | -- | -- | ---- |
| 1    | Brésil     | 15  | 5 | 5 | 0 | 0 | 52 | 11 | +41  |
| 2    | États-Unis | 12  | 5 | 4 | 0 | 1 | 16 | 15 | +1   |
| 3    | Angleterre | 12  | 5 | 4 | 0 | 1 | 20 | 31 | -11  |
| 4    | Italie     | 6   | 5 | 2 | 0 | 3 | 24 | 26 | -2   |
| 5    | Allemagne  | 3   | 3 | 1 | 0 | 2 | 8  | 12 | -4   |
| 6    | Uruguay    | 3   | 3 | 1 | 0 | 2 | 18 | 18 | 0    |
| 7    | Argentine  | 3   | 3 | 1 | 0 | 2 | 4  | 6  | -2   |
| 8    | Pays-Bas   | 0   | 3 | 0 | 0 | 3 | 7  | 30 | -23  |

### Trophées individuels
- Meilleurs joueurs :  Zico et Júnior
- Meilleurs buteurs :  Zico et  Alessandro Altobelli (12 buts)
- Meilleur gardien :  Paulo Sérgio

## Source
(en) Beach Soccer World Cup 1995 sur rsssf.com